# Leila Pinheiro
Leila Toscano Pinheiro (Belém, 16 de outubro de 1960) é uma cantora, compositora e pianista brasileira.

## Biografia
Leila iniciou-se no estudo de piano aos dez anos, no Instituto de Iniciação Musical. Em 1974, desistiu das aulas teóricas de música e passou a estudar piano com um conterrâneo, Guilherme Coutinho, músico de talento e presença importante no cenário musical de Belém.
Em 1980, ela abandonou - no segundo ano - o curso de medicina e em outubro, estreou o primeiro espetáculo, Sinal de Partida (realizado no Theatro da Paz, em Belém), como cantora profissional. Em 1981, mudou-se para o Rio de Janeiro onde gravou o primeiro LP, o independente Leila Pinheiro, produzido por Raimundo Bittencourt. Excursionou com o Zimbo Trio em 1984, realizando uma série de espetáculos pelo exterior, mas o sucesso veio na verdade quando ganhou o prêmio de cantora-revelação no Festival dos Festivais (TV Globo, 1985), onde interpretou a canção Verde, que foi classificada em terceiro lugar consecutivo e foi o primeiro sucesso radiofônico.
A convite do então diretor artístico Roberto Menescal, assinou contrato com a gravadora Polygram (atualmente Universal Music). O disco que marca a estreia nessa gravadora é Olho Nu, que lhe garantiu representar o Brasil no Festival Mundial Yamaha. O álbum, muito elogiado pela crítica especializada, obteve vendagem significativa. No ano seguinte, recebeu da Associação Brasileira de Produtores de Disco (ABPD) o Troféu Villa-Lobos, como revelação feminina.
Colecionando muitos prêmios, a partir daí prosseguiu com mais dois discos: Alma e, principalmente, Bênção Bossa Nova. Este último foi lançado em comemoração aos trinta anos de bossa nova no Brasil. Produzido por Roberto Menescal para o mercado japonês, o disco vendeu duzentas mil cópias - marca jamais atingida por um disco desse gênero de música até então. A partir daí Leila passou a ser conhecida como cantora de bossa nova, rótulo este que seria reforçado com o lançamento do disco Isso é Bossa Nova (1994), que marcou a estreia na gravadora EMI e foi o último a ter versão em vinil. Nessa gravadora, também lançou Catavento e Girassol, um tributo aos cantores e compositores Guinga e Aldir Blanc, Na Ponta da Língua (1998), que trouxe canções inéditas de compositores novatos, e Reencontro (2000), um tributo aos cantores e compositores Ivan Lins e Gonzaguinha.
No final dos anos 90 fez espetáculos com o parceiro e amigo Ivan Lins nos Estados Unidos e ainda um tributo a Tom Jobim realizado na casa de espetáculos nova-iorquina Carnegie Hall. Também participou de outros projetos especiais, tais como Tributo a Tom Jobim (Som Livre) e Sinfonia do Rio de Janeiro, de Francis Hime. Em 1998 participou do Festival Brazilfest, ao lado de Bebel Gilberto, Patricia Marx, Carol Saboya e do grupo de câmara Quinteto d'Ellas, projeto que foi idealizado na concha acústica de uma casa de espetáculos nova-iorquina, Damrosch Park, Lincoln Center de Nova Iorque (Estados Unidos).
Em 2001 retornou à antiga gravadora, pela qual lançou o CD Mais coisas do Brasil, o primeiro ao vivo da carreira, que também rendeu o primeiro DVD. O repertório trouxe regravações dos antigos sucessos entre outras canções consagradas. Transferiu-se para a independente Biscoito Fino em 2004, onde gravou o CD Nos horizontes do mundo (2005), cujo título provisório era Hoje - que deu título ao álbum lançado por Gal Costa. O sucesso do álbum acabou por gerar o espetáculo homônimo, de onde veio o trabalho mais recente da carreira: Nos horizontes do mundo - ao vivo. Entre os méritos, este conta ser o segundo disco ao vivo e DVD da cantora, após Mais coisas do Brasil.  

## Discografia

### CD
- 1983 - Leila Pinheiro
- 1986 - Olho Nu
- 1988 - Alma
- 1989 - Bênção, Bossa Nova
- 1991 - Outras Caras
- 1993 - Coisas do Brasil
- 1994 - Isso é Bossa Nova
- 1996 - Catavento e Girassol
- 1998 - Na Ponta da Língua
- 2000 - Reencontro
- 2001 - Mais Coisas do Brasil
- 2005 - Nos Horizontes do Mundo
- 2007 - Nos Horizontes do Mundo - ao Vivo
- 2007 - Agarradinhos (Leila Pinheiro e Roberto Menescal)
- 2009 - Pra Iluminar (Leila Pinheiro e Eduardo Gudin)
- 2010 - Meu Segredo Mais Sincero
- 2012 - Raiz
- 2013 - Céu e Mar (Com Nelson Faria)
- 2015 - Por Onde Eu For (EP)
- 2020 - Vamos Partir pro Mundo (com Antonio Adolfo)
- 2020 - Faz Parte do Meu Show Cazuza em Bossa ( com Roberto Menescal e Rodrigo Santos)
- 2020 - Cenas de Um Amor - Leila Pinheiro & Seis Com Casca

### DVD
- 2001 - Mais Coisas do Brasil - ao vivo
- 2007 - Nos Horizontes do Mundo - ao Vivo
- 2007 - Agarradinhos (Leila Pinheiro e Roberto Menescal)

## Turnês (no Brasil, Estados Unidos, Europa, Japão e Coréia do Sul)
- Leila Pinheiro (1983 - 1984)
- Olho Nu (1985 - 1987)
- Alma (1988)
- Benção, Bossa Nova (1990)
- Outras Caras (1991 - 1992)
- Na Ponta da Língua (1998 - 1999)
- Nos Horizontes do Mundo (2004 - 2007)
- Meu Segredo Mais Sincero (tributo a Renato Russo e Legião Urbana) (2010)
- Leila Pinheiro Canta Mulheres (2012)